# Munizipalität Qwareli
Die Munizipalität Qwareli (georgisch ყვარლის მუნიციპალიტეტი, Qwarelis munizipaliteti) ist eine Verwaltungseinheit (etwa entsprechend einem Landkreis) in der Region Kachetien im Osten Georgiens.

## Geografie
Verwaltungszentrum der Munizipalität Qwareli ist die Kleinstadt Qwareli. Im Westen grenzt die 1000,8 km² große Munizipalität Qwareli an die Munizipalität Telawi, im Süden an die Munizipalität Gurdschaani, im Osten an die Munizipalität Lagodechi (alle ebenfalls in der Region Kachetien) und im Norden an die Republik Dagestan der Russischen Föderation.
Die Munizipalität erstreckt sich im Bereich der nordöstlichen Flanke des Alasani-Beckens; der namensgebende Fluss Alasani markiert die südwestliche Grenze der Munizipalität. Im Norden steigt das Gelände zum Hauptkamm des Großen Kaukasus an, auf dem die Staatsgrenze zu Russland verläuft. Der höchste Berg in diesem Bereich ist der 3117 m hohe Ninikas-Ziche. Die meisten Ortschaften liegen entlang dem Gebirgsfuß.

## Bevölkerung und Verwaltungsgliederung
Die Einwohnerzahl beträgt 30.500 (Stand: 2021). 2014 hatte die Munizipalität 29.827 Einwohner; das war über ein Fünftel weniger als bei der vorangegangenen Volkszählung 2002 (37.658).
Bevölkerungsentwicklung
Anmerkung: Volkszählungsdaten

Die größten Ortschaften neben der Stadt Qwareli (7739 Einwohner) sind mit jeweils über 1000 Einwohnern die Dörfer Achalsopeli, Enisseli, Gawasi, Sabue, Schilda und Tschikaani (2014).
Die Munizipalität gliedert sich in den eigenständigen Hauptort Qwareli sowie 10 Gemeinden (georgisch temi, თემი beziehungsweise bei nur einer Ortschaft einfach „Dorf“, georgisch sopeli, სოფელი) mit insgesamt 21 Ortschaften:
| Gemeinde       | Anzahl Ortschaften | Einwohner (2014) |
| -------------- | ------------------ | ---------------- |
| Achalsopeli    | 5                  | 4980             |
| Balghodschiani | 1                  | 719              |
| Enisseli       | 1                  | 1424             |
| Gawasi         | 1                  | 2945             |
| Gremi          | 3                  | 1196             |
| Kutschatani    | 3                  | 1726             |
| Mtisdsiri      | 1                  | 723              |
| Sabue          | 2                  | 1728             |
| Schilda        | 1                  | 3927             |
| Tschikaani     | 3                  | 2720             |

## Sehenswürdigkeiten
In der Munizipalität liegt das bekannte Dorf Gremi, dessen Umland schon in der späten Bronzezeit besiedelt war. Im Mittelalter entwickelte sich Gremi zu einem bedeutenden wirtschaftlichen und kulturellen Zentrum. 1466 wurde es Hauptstadt des Königreiches Kachetien. Ein bedeutendes Baudenkmal in Gremi ist die Gremier Kathedrale, die 1565 unter König Lewan errichtet wurde. In der Munizipalität befindet sich außerdem die vom georgischen König Parnadschomi im 2. Jahrhundert v. Chr. gegründete antike Stadt Nekressi.